# Shigetaka Kurita
Shigetaka Kurita, född 9 maj 1972 i Gifu prefektur, är en japansk webbdesigner, grafisk formgivare och upphovspersonen till emoji.
Shigetaka Kurita arbetade år 1999 för mobiloperatören NTT DoCoMo med projektet i-mode som skulle bli världens första mobila internetplattform, med tjänster som väderleksrapporter, eventbokningar, nyheter och e-post. När han tittade på liknande tjänster la han märke till att de saknade visuella hjälpmedel. Tillsammans med sitt team designade Shigetaka Kurita 176 stycken symboler som skulle hjälpa till att beskriva känslor och uttryck i den digitala kommunikationen. Till inspiration för arbetet tittade han på manga. De hade endast 12x12 pixlar att använda till sina emojier vilket ledde till att symbolerna behövde vara så förenklade att det ibland kunde vara svårt att förstå vad de föreställde. Kuritas emojier ser annorlunda ut från de detaljrika ikoner som används idag.
Kurita finns representerad vid bland annat Museum of Modern Art.